# 西原志保
西原 志保（にしはら しほ、1980年‐）は、日本の日本文学研究者。専門は平安文学および近現代文学・文化。恋愛や生殖に忌避的な女性の感性に注目する研究のほか、動物・植物・人形表象をテーマとする研究も行っている。

## 経歴
2009年3月、名古屋大学大学院文学研究科博士課程後期課程修了。博士論文「『源氏物語』女三宮のことば」で博士（文学）を取得。
その後、名古屋大学高等教育研究センター研究員、国立国語研究所研究員、共愛学園前橋国際大学非常勤講師などを経て、2022年10月より東北大学文学部・大学院文学研究科現代日本学専修助教。

## 研究
『源氏物語』研究において「内面がない」とされてきた女三の宮に注目することで、「何が『内面』であり、何が『内面』ではないと考えるのか、という私たちの近代的な内面観に囚われた問題を浮かび上がらせる」とともに、女三の宮が「女は男を愛するべき『恋愛』観」を揺さぶる存在であるという解釈を提示した。
女三の宮をアセクシュアル的な女性として読み解くとともに、『源氏物語』が必ずしも恋愛だけの物語ではないことを指摘している。

## 著書

### 単著
- 『『源氏物語』女三の宮の〈内面〉』新典社、2017年、ISBN: 9784787961723
- 『恋愛しない私でも『源氏物語』は楽しめますか』春秋社、2024年、ISBN: 9784393441718